# El porvenir (álbum de Marlango)
El porvenir es el sexto álbum de estudio del grupo Marlango.

## Sinopsis
El material discográfico contiene 12 temas.

## Canciones del disco
| N.º | Título                                         | Escritor(es)                                                                            | Duración |  |
| 1.  | «El porvenir»                                  | Leonor Watling, Alejandro Pelayo                                                        | 3:47     |  |
| 2.  | «Puede»                                        | Ximena Muñoz, Leonor Watling, Alejandro Pelayo                                          | 3:05     |  |
| 3.  | «La luna»                                      | Leonor Watling, Alejandro Pelayo                                                        | 3:16     |  |
| 4.  | «Dinero» (con Enrique Bunbury)                 | Leonor Watling, Alejandro Pelayo                                                        | 3:16     |  |
| 5.  | «Te quiero creer»                              | Leonor Watling, Alejandro Pelayo                                                        | 3:37     |  |
| 6.  | «Ay pena, penita, pena» (con La Santa Cecilia) | Miquel Manuel López Quiroga, Antonio Quintero Ramírez, Rafael De León Arias De Saavedra | 4:53     |  |
| 7.  | «Te vas»                                       | Ximena Muñoz, Leonor Watling, Alejandro Pelayo                                          | 3:09     |  |
| 8.  | «Yo Sola»                                      | Ximena Muñoz, Leonor Watling, Alejandro Pelayo                                          | 3:02     |  |
| 9.  | «Al borde del abismo»                          | Ximena Muñoz, Leonor Watling, Alejandro Pelayo                                          | 3:12     |  |
| 10. | «Dímelo así» (con Fito Páez)                   | Vicent Huma, Ximena Muñoz, Alejandro Pelayo, Leonor Watling                             | 3:49     |  |
| 11. | «Descansa en mí»                               | Leonor Watling, Alejandro Pelayo                                                        | 3:55     |  |
| 12. | «De madrugada»                                 | Leonor Watling, Alejandro Pelayo                                                        | 3:12     |  |